# Jerzy Jokiel
Jerzy Jokiel (né le 9 août 1931 à Ruda Śląska et mort le 7 octobre 2020) est un gymnaste polonais qui a été médaillé d'argent au sol lors des Jeux olympiques d'été de 1952.

## Palmarès

### Jeux olympiques
- Helsinki 1952
  -  médaille d'argent au sol[2]